# Lista över BMW:s bilmodeller
Detta är en lista över bilmodeller från BMW

## BMW:s modeller
Modeller med BMW:s beteckning för respektive modellgeneration.

### Serier 1-8

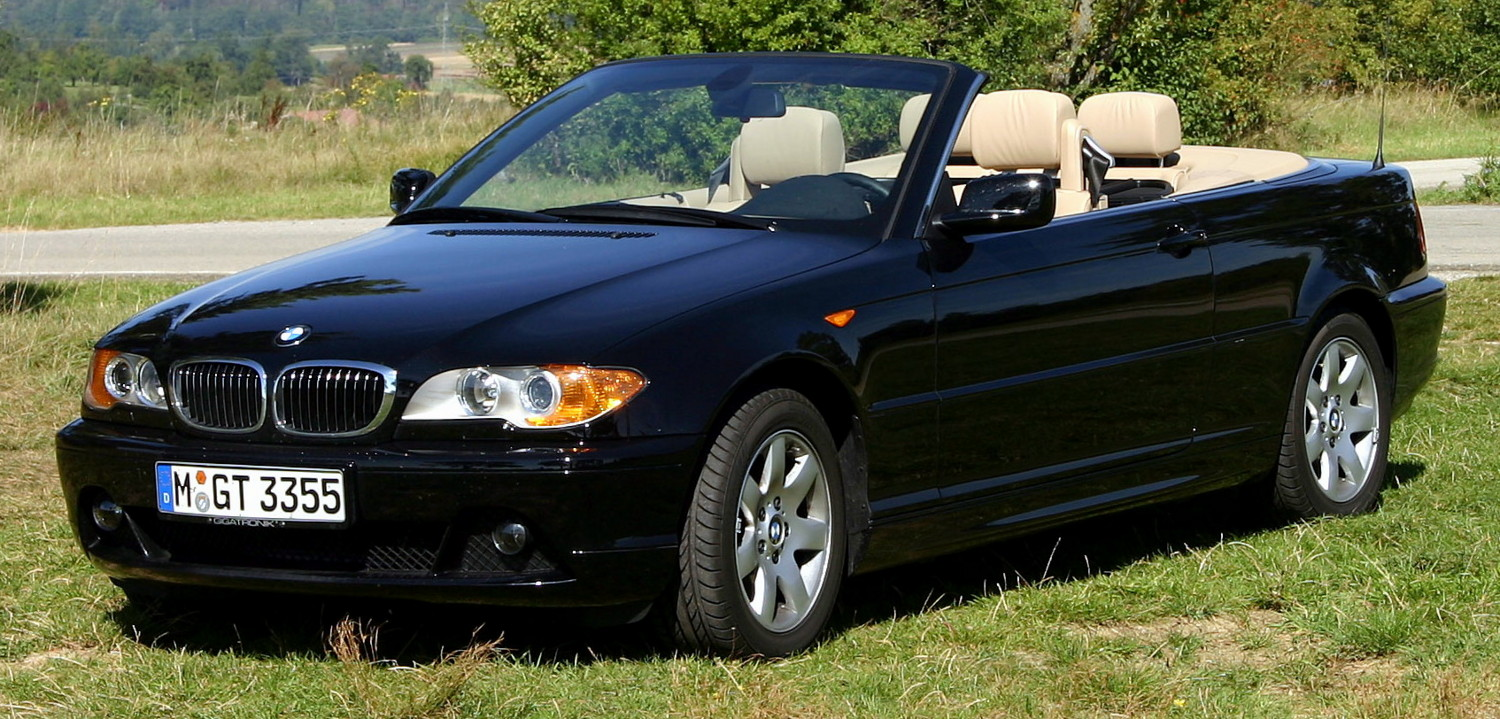
En cabriolet ur BMW 3-serien (E46).

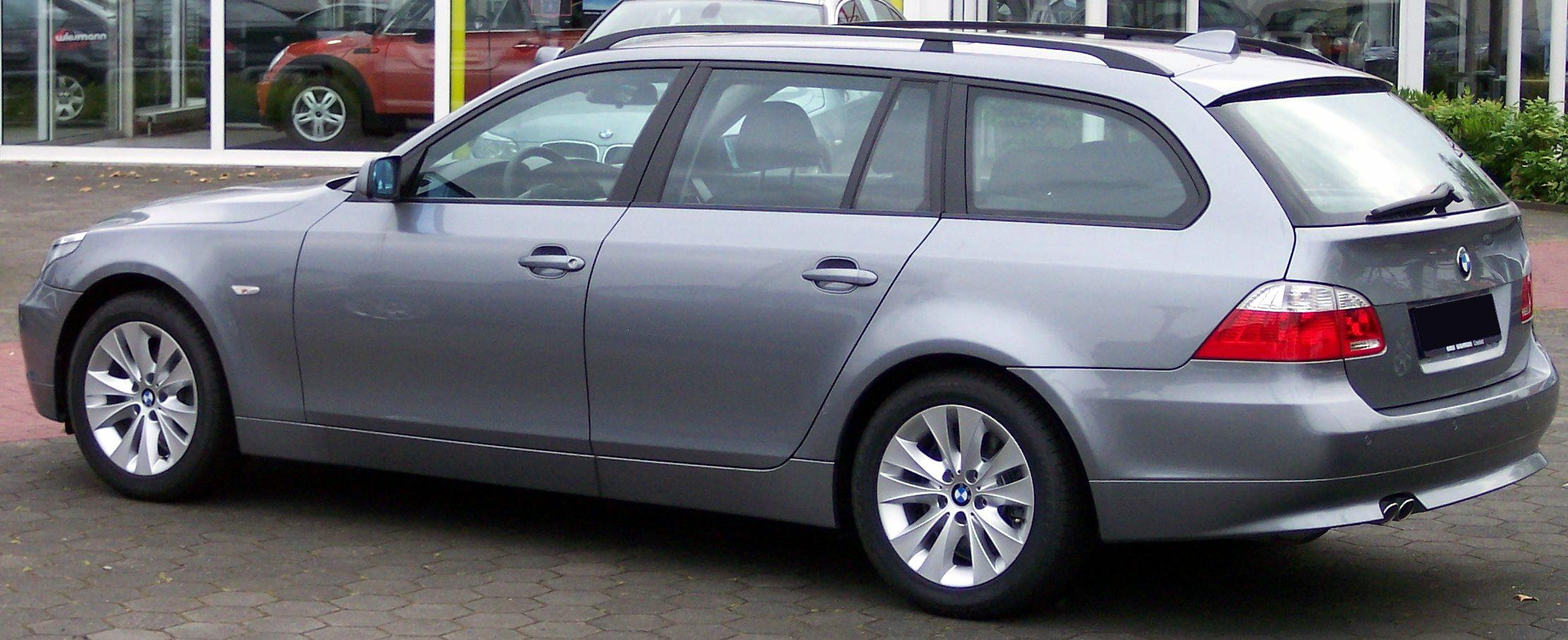
BMW E61

- BMW 1-serien
  - E87 (2004-2010)
  - F20 (2011-nutid)

- BMW 2-serien
  - F22 (2013-nutid)
  - F45 (2014-nutid)

- BMW 3-serien
  - E21 (1975-1983)
  - E30 (1982-1994)
  - E36 (1990-2000)
  - E46 (1998-2006)
  - E90 (2005-2011)
  - F30 (2012-nutid)

- BMW 4-serien
  - F32 (2013-nutid)

- BMW 5-serien
  - E12 (1972-1981)
  - E28 (1981-1987)
  - E34 (1987-1996)
  - E39 (1995-2003)
  - E60 (2003-2009)
  - E61 (2004-2010)
  - F10 (2010-nutid)
  - F11 (2011-nutid)
  - F07 (2009-2017)

- BMW 6-serien
  - E24 (1976-1989)
  - E63 (2003-nutid)
  - E64 (2004-nutid)

- BMW 7-serien
  - E23 (1977-1986)
  - E32 (1986-1994)
  - E38 (1994-2001)
  - E65 (2001-nutid)
  - E66 (2002-nutid)
  - E67 (2003-nutid)

- BMW 8-serien
  - E31 (1989-1999)

### X-serier
- BMW X1 (2009 - nutid)
- BMW X3
  - E83 (2003-2010)
  - F25 (2010-nutid)
- BMW X5
  - E53 (1999-2006)
  - E70 (2006-2013)
  - F15 (2013- nutid)

### Z-serier

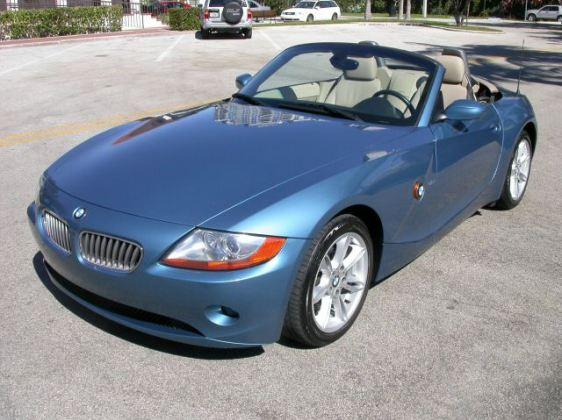
BMW Z4 roadster.

- BMW Z1
  - Z1 (1988-1991)
- BMW Z3
  - E36/7 (1995-2002)
- BMW Z4
  - E85(Roadster)(2002-nutid)
  - E86(Coupe)
- BMW Z8
  - E52 (2000-2003)

### Specialmodeller
- BMW M1
  - E26  (1978-1981)
- BMW M3
  - E30 (1986-1991)
  - E36 (1992-1999)
  - E46 (2000-nutid)
  - E90 (2007)
- BMW M5
  - E28 (1984-1987)
  - E34 (1988-1995)
  - E39 (1998-2003)
  - E60 (2004-nutid)
- BMW M6
  - E24 (1983-1989)
  - E63 (2005-nutid)
  - E64 (2006-nutid)

### Konceptbilar och specialmodeller
- BMW Z13 (1993)
- BMW E1 (1991)
- ACCE BMW (1991)

### E3 (1968-1977)

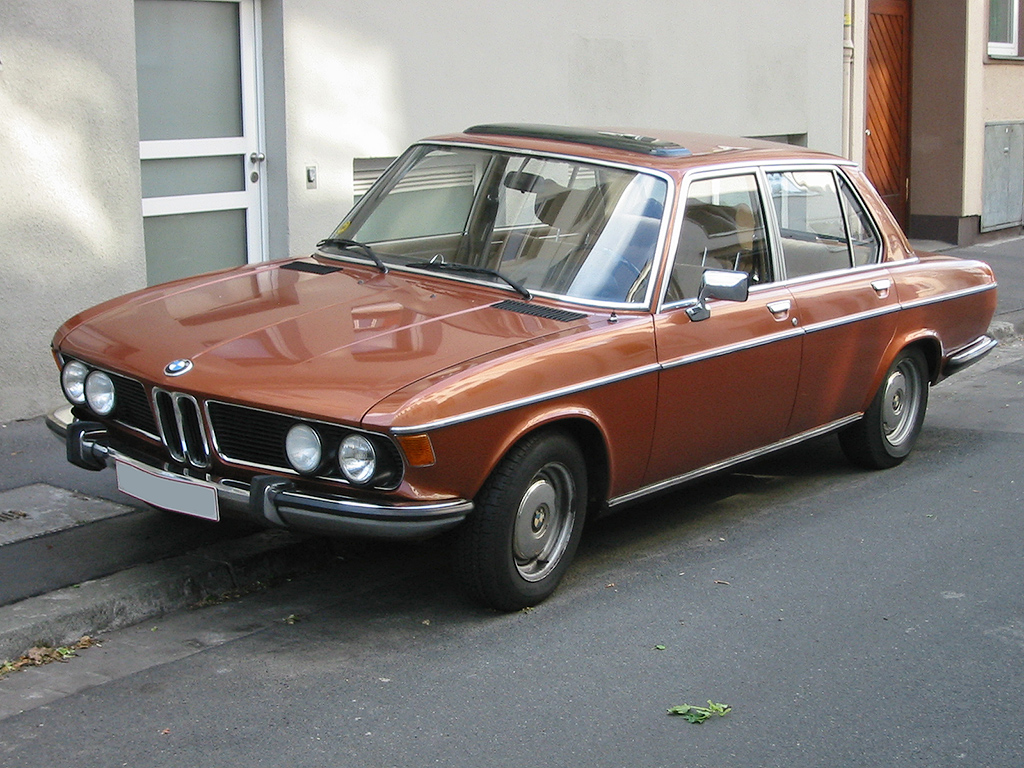
BMW 2500.

- BMW 2800
- BMW 2500
- BMW 3,0 S
- BMW 3,0 Si
- BMW 3,3 Li

### Neue Klasse (1962-1975)
- BMW 1800
- BMW 1600
  - E116 (1964-1966)
- BMW 1600-2 - 2002turbo 2002, 2002ti, 2002tii ("02-serien")
  - E10 (1968-1975)
- BMW 1500
  - E115 (1963-1964)

### BMW:s efterkrigsmodeller (1951-1964)
- BMW 501
- BMW 502
- BMW 503
- BMW 507
- BMW Isetta
- BMW 600
- BMW 700
  - E107 (1959-1965)
  - E110 (1961-1964) cabrioletversion

### BMW:s mellankrigsmodeller (1928-1943)

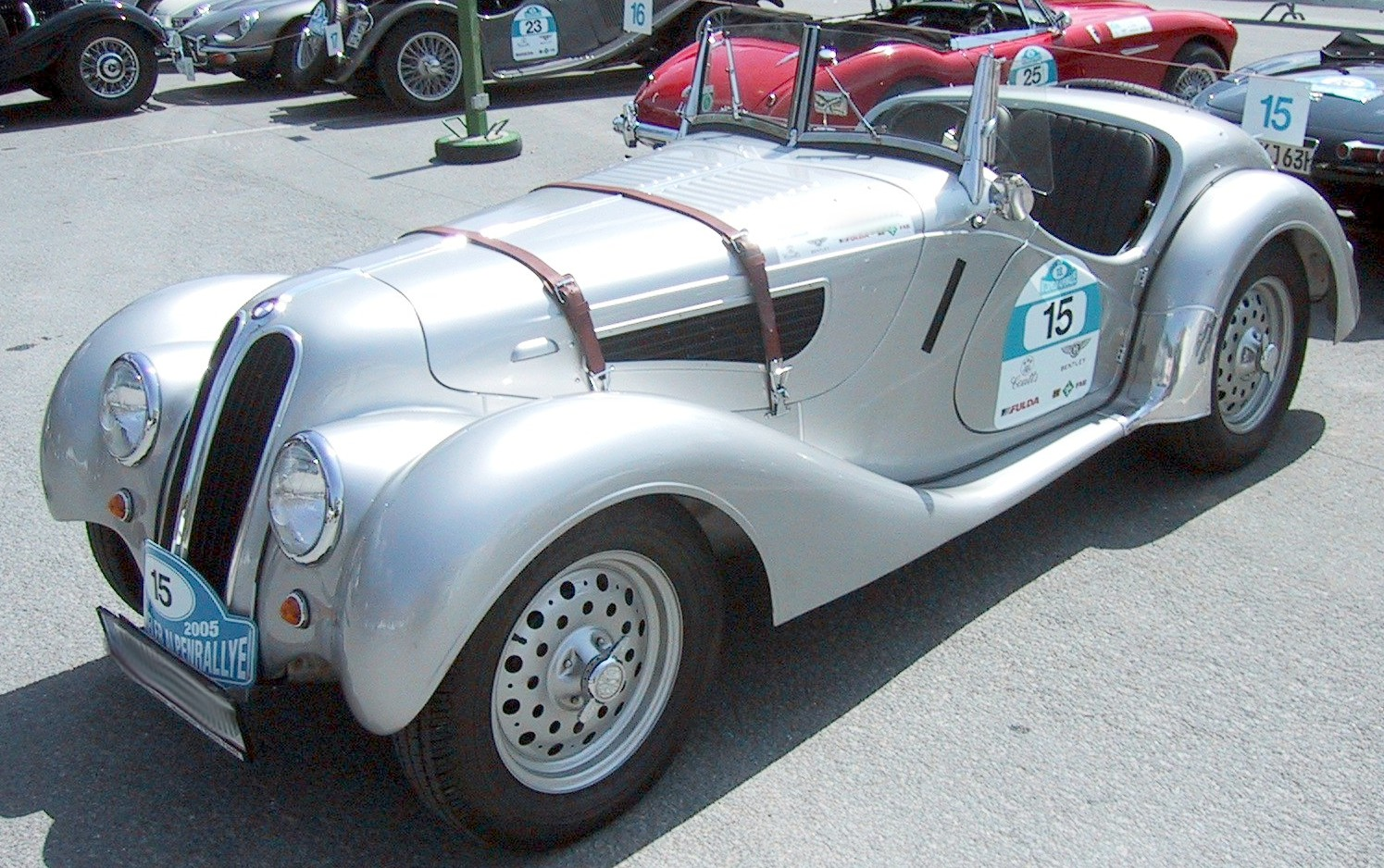
BMW 328

- Dixi
- BMW 3/20 PS
- BMW 303
- BMW 309
- BMW 315
- BMW 319
- BMW 329
- BMW 326
- BMW 328
- BMW 320
- BMW 325
- BMW 327
- BMW 321
- BMW 335